# Cataratas Numparket
Las Cataratas Numparket es un salto de agua de aproximadamente 120 m de caída, ubicado en el distrito de Aramango, provincia de Bagua, departamento de Amazonas, en Perú.
Las cataratas se encuentran situadas a 574 m s. n. m., al recorrer el acceso se puede apreciar la flora y fauna de la selva alta.